# قطعنامه ۱۹۹۹ شورای امنیت
قطعنامه ۱۹۹۹ شورای امنیت سازمان ملل متحد که در تاریخ ۱۳ جولای ۲۰۱۱ تصویب شد، سندی بین‌المللی دربارهٔ پذیرش اعضای تازه در سازمان ملل:سودان جنوبی است. این قطعنامه طی نشست ۶۵۸۲ام تصویب شد.